# Гогун Олександр Сергійович
Олександр Сергійович Гогун (рос. Александр Сергеевич Гогун; * 1980) — російський історик, дослідник Другої світової війни, зокрема українського партизанського та повстанського руху, докторант Берлінського університету ім. А. Гумбольдта (кафедра історії Східної Європи; з 2005); постійний автор Радіо Свобода російською мовою.

## Освіта. Наукова діяльність
2001 — закінчив факультет соціальних наук Російського державного педагогічного університету імені О. І. Герцена (2001).
2006 — захистив кандидатську дисертацію в Північно-Західній академії державної служби (тема роботи — «Діяльність збройних націоналістичних формувань на території західних областей УРСР (1943—1949)».
Сфера наукових інтересів та головні напрями дослідження: дослідник Другої світової війни, зокрема українського партизанського та повстанського руху, радянські спецоперації на території Східної Європи, передусім України, в 1941—1944 (диверсії, розвідка, тероризм); діяльність Організації Українських Націоналістів і Української Повстанської Армії в 1943—1949.

## Основні публікаціï
Публікації українською:
- Гогун Олександр. Сталінські командос. Українські партизанські формування, 1941–1944 рр. / перекл. Катерина Демчук. — Київ: «Наш Формат». — 2014. — 504 с. — іл., ISBN 978-966-97425-4-4

Публікації російською:
- Гогун А. Между Гитлером и Сталиным. Украинские повстанцы. — Спб, 2004 (3-тє видання, 2014 [Архівовано 10 грудня 2018 у Wayback Machine.]).
- Гогун А. Черный PR Адольфа Гитлера: Документы и материалы. — М: Эксмо, Яуза, 2004. — 416 с. [Архівовано 13 лютого 2016 у Wayback Machine.]
- Красные партизаны Украины, 1941—1944: малоизученные страницы истории. Документы и материалы [Архівовано 20 жовтня 2016 у Wayback Machine.] / Авт.-сост. Гогун А., Кентий А. — К.: Украинский издательский союз, 2006. — 430 с.
- Гогун А. Сталинские коммандос. Украинские партизанские формирования. Малоизученные страницы истории. 1941—1944 [Архівовано 10 грудня 2018 у Wayback Machine.]. — М., 2008.

## Зноски
1. 1 2 3  Чеська національна авторитетна база даних
2. ↑  Радіо Свобода: Александр Гогун. Авторська стор. [Архівовано 24 червня 2021 у Wayback Machine.] (рос.)